# 武藤康史
武藤 康史（むとう やすし、1958年9月8日 - ）は、日本の評論家、書誌学者、武蔵野音楽大学教授。中世和歌を専攻。妻植木朝子は同志社大学教授（元学長）。

## 来歴
1958年東京都生まれ。1977年東京都立国立高等学校卒業。1981年慶應義塾大学文学部文学科国文学専攻卒業。1986年慶應義塾大学大学院文学研究科国文学専攻修士課程修了。1997年武蔵野音楽大学専任講師、2005年助教授、2007年准教授、2012年教授（日本語・日本文学）。

## 年譜
1977年
- 慶應義塾大学文学部国文学科入学、太田次男・岩松研吉郎に師事

1981年
- 同大学院修士課程進学
- 都立高校の非常勤講師を勤める。

## 人物
- 都立高校から何校か選び、そこを舞台にした小説や自伝的文章を紹介する「都立高校文学概説」を執筆している（『文学鶴亀』に収録）。
- 大学時代に映画・文学批評の同人誌「キップル」[3]を畑中佳樹、斎藤英治と発行。また、映画評論等を雑誌に寄稿、『マリ・クレール』や『リュミエール』で、古典的教養をポップに語り話題となった。
- 小説家の村上春樹が1986年にジョン・アーヴィングの『熊を放つ』を翻訳する際、柴田元幸、畑中佳樹、上岡伸雄、斎藤英治、武藤康史の5人でチームを組んでバックアップした[4]。
- 赤瀬川原平の『新解さんの謎』などで有名になった「新明解国語辞典」の独創的な語釈などについても、赤瀬川以前から取り上げていた。『吉田健一集成』（新潮社）における年譜・書誌作成などにも独特の才能を発揮。
- 2008年文藝エッセイ集『文学鶴亀』（国書刊行会）を上梓（題名は愛する作家・里見弴の作品『文学』と『鶴亀』を組み合わせたものである）。
- 「旧字・旧かな」を愛していて、高校2年生の時から、ずっと「旧字・旧かな」で文章を書いている（高校2年の夏休みに、『谷崎潤一郎全集』を完読して、「乗り移った」とのこと）。雑誌などに発表する文章も、一旦「旧字・旧かな」で書いてから、「新字・新かな」になおしていた（あまりの効率の悪さに、三十代なかばに「最初から新字・新かな」でかけるよう、練習して会得したとのこと）
- 若くして事故死した歌人・国文学研究者安藤美保（彼女も「旧かな」で短歌を作る人であった）の日記を、「水夢抄」の題で『短歌往来』に6年にわたって連載していた。『三田文学』に「三田文学の歴史」を連載中。
- 文学作品の朗読を愛し、樋口一葉作品の朗読家、幸田弘子の大ファンである。また、谷川俊太郎の自作朗読も素晴らしいという。朗読会にもよく行き、またラジオでもよく朗読番組を聴いている。
- テレビ番組は嫌いで観ない。テレビは映画をビデオ、DVDで見るために使用しているという。パソコン、インターネットも一切やらない。

## 著作

### 単著
- 『クイズ新明解国語辞典』（正・続、三省堂、1997）、編著 
  - 合本新編 『国語辞典で腕だめし』（ちくま文庫、2002）
- 『国語辞典の名語釈』（三省堂、2002／ちくま学芸文庫、2008）
- 『旧制中学入試問題集』（ちくま文庫、2007)
- 『文学鶴亀』（国書刊行会、2008）

### 共著
- 『新ことばのくずかご』（見坊豪紀、稲垣吉彦との共著、言語生活 1988）

### 編著
- （里見弴）『秋日和・彼岸花』（夏目書房、1995／新訂 中公文庫、2023）
- （江藤淳）『アメリカと私／戦後と私』（「作家の自伝75」日本図書センター、1998）
- （柴田武監修）『明解物語』（三省堂、2001）
- 『林芙美子随筆集』（岩波文庫、2003）
- （野口冨士男）『作家の手　野口冨士男随筆集』 (ウェッジ文庫、2009）

## 翻訳
- 『道のまん中のウェディングケーキ』スーザン・スタンバーグ, ジョージ・ギャレット編（柴田元幸他と共訳）白水社、1994
- 『明かりが消えて映画が始まる－ポーリン・ケイル映画評論集』（山田宏一監修、畑中佳樹、柴田元幸、斎藤英治と共訳）草思社、2003